# .ss
.ssは国別コードトップレベルドメイン（ccTLD）の一つで、南スーダン向けのものである。